# サラとダックン
『サラとダックン』（Sarah & Duck）はイギリスのBBCの幼児向けチャンネル「CBeebies」で放送されているテレビアニメ。

## 概要
- BBCでは2013年2月から放送された。各話7分、全120話（第1シリーズ40話、第2シリーズ40話、第3シリーズ40話(2017年12月現在)）。
- 日本では、2013年10月より2014年3月まで、NHK教育テレビのアニメワールドで放送された。各話5分。全26話（オリジナル版の第1話から第26話に相当）。二ヶ国語放送。(英語放送ではオリジナル音声が聞けた)。
2016年1月より、ディズニージュニアにて第27話以降をオリジナルの7分尺で放送。日本語吹替えは、サラと一部のキャスト以外は新規である。
- DVDが発売されている。vol.1~9にはシーズン1の第27話からシーズン2全話が各6話ずつ収録、vol.10~13にはシーズン3全話が各10話ずつ収録されている。
- 俳優のロジャー・アラム（英語版）がテーマ曲とナレーターを務めている[1]。
- このアニメでは、バッグや毛糸玉、ケーキの生地や月や虹までもが人語を話すのに、ダックンやロバ、ペンギンなど動物は一貫して話せない。
- ディズニージュニア版では、ナレーターを除く登場人物は、女性と子ども以外のほぼすべてを、宮崎敦吉とこねり翔が演じている。

## 製作スタッフ
- クリエイター： サラ・ゴメス・ハリス、ティム・オサリバン
- プロデューサー： ジェイミー・バドミントン
- ディレクター： ティム・オサリバン
- エグゼクティブ・プロデューサー： クリス・ホワイト、アリソン・スチュワート、ヘンリエッタ・ハーフォードジョーンズ
- 制作： Karrot Entertainment Production

- 日本語版翻訳： 菅佐千子
- 日本語版演出： 壺井正
- 日本語版調整： 安部雅博

## 登場人物
※日本語吹替え表記:(NHK版)=(N)、(ディズニージュニア版)=(D)。キャストが同じ場合は“同”と表記。
　当該キャラクターが、そのシーズンに登場していない、及び、吹替えキャストが確認不可の場合は“不明”と表記。
サラ
声 - オリジナル:ターシャ・ローレンス、日本語版:(N)=須藤風花、(D)=同
大きな目と緑色の帽子がトレードマークの7歳の女の子 。ダックンと小さな町の、赤いドアのある小さなおうちで暮らしている。
ダックン
サラの親友。風変わりなアヒル。（NHK公式サイトでは「アヒル」とされているが、姿の色合いや原題からは「Duck（カモ）」と思われる。）
ジョン
声 - オリジナル:、日本語版:(N)、(D)
サラの近所に住む男の子。フラミンゴを連れている。
マフラーおばさん
声 - オリジナル:レスリー・ニコル、日本語版:(N)=宮沢きよこ、(D)=同
サラの近所にロバくんやバッグと一緒に暮らしている。いつも編み物をしていて、毛糸でなんでも作ってしまう。
おつきさま
声 - オリジナル:ピート・ギャラガー、日本語版:(N)=不明、(D)=宮崎敦吉
ときどき空から降りてくる、はずかしがりやの月。金星のことが好き。
虹のおじさん
声 - オリジナル:デビッド・カーリング、日本語版:(N)=こねり翔、(D)=同
サラの家の窓に降り注いだ虹。くすぐったがり。
パン屋さん
声 - オリジナル:、日本語版:(N)=不明、(D)=宮崎敦吉
サラが常連として通うパン屋の主人。
パンケーキ
声 - オリジナル:、日本語版:(N)=不明、(D)=こねり翔
サラのうちの冷蔵庫にいた。パン屋さんで働いている。
雲の隊長
声 - オリジナル:、日本語版:(N)=不明、(D)=宮崎敦吉
雲の管理人。
あまり毛糸
声 - オリジナル:、日本語版:(N)=不明、(D)=宮崎敦吉
マフラーおばさんが編んだ毛糸のあまり。
バスの運転手
声 - オリジナル:、日本語版:(N)=不明、(D)=宮崎敦吉
海水を燃料とする巡回バスを運転している。
エシャロット
声 - オリジナル:、日本語版:(N)=不明、(D)=宮崎敦吉、こねり翔
第1話でサラの家の庭に植えられた4株。
ナレーター（ナゾのおじさん）
声 - オリジナル:ロジャー・アラム、日本語版:(N)=渡辺徹、(D)=東地宏樹
ナレーターではあるが、サラにアドバイスしたり、サラがそれに受け答えしたりもする。
その他の声の出演
(N)=玉木雅士、(N)=水野貴雄、(N)=杉野田ぬき、(N)=ラヴェルヌ知輝、(N)=清水詩音、(N)=小田恵大

## 日本語版各話リスト
2013年10月4日から2014年3月28日まで放送。
| 話数 | サブタイトル              | 原題                         |
| ---- | ------------------------- | ---------------------------- |
| 1    | なんのタネ？              | Lots Of Shallots             |
| 2    | 何になりたい？            | Sarah, Duck And The Penguins |
| 3    | ロバくん かなしいの？     | Cheer Up Donkey              |
| 4    | たんじょうびの ケーキ     | Cake Bake                    |
| 5    | けいとで ぽかぽか         | Bouncy Ball                  |
| 6    | ダックンのロボット        | Robot Juice                  |
| 7    | ボールを はずませよう     | Scarf Lady's House           |
| 8    | にじが やってきた         | Rainbow Lemon                |
| 9    | あたらしい いす           | Sit Shop                     |
| 10   | たこあげ しよう           | Kite Flight                  |
| 11   | ながぐつをはいた かさ     | Umbrella And The Rain        |
| 12   | おみせに ないもの         | Big Shop                     |
| 13   | みんなで えんそう         | Woollen Music                |
| 14   | テニスの しあい           | Doubles                      |
| 15   | ベンチは どこ?            | Fairground                   |
| 16   | かぜを ひいたら           | Sarah Gets A Cold            |
| 17   | おとなりさんの おとしもの | Ribbon Sisters               |
| 18   | おほしさまと いっしょ     | Coloured Light               |
| 19   | にじいろの ひかり         | Stargazing                   |
| 20   | ゆめの スフレ             | Strawberry Souffle           |
| 21   | しゃしんを とろう         | Camera                       |
| 22   | おとのでる クツ           | Tapping Shoes                |
| 23   | ボブスレーの チーム       | Bobsleigh                    |
| 24   | はなびは こわくない       | Fireworks Dance              |
| 25   | すてきな こうえん         | Fancy Park                   |
| 26   | やねうらの オーケストラ   | Pipe Conductor               |

## 関連書籍
- サラとダックン なにになりたい?

著：サラ・ゴメス・ハリス、訳：横山和江、出版：金の星社、発売日： 2013年12月26日、ISBN 978-4323032610
- サラとダックン ゆうえんちにいく！

著：サラ・ゴメス・ハリス、訳：横山和江、出版：金の星社、発売日： 2013年12月26日、ISBN 978-4-323-03262-7
- 英語版では、「Sarah and Duck meet the Penguins」、「Sarah and Duck Go To The Funfair」が発売されている。